# Збірна Панами з футболу
Збі́рна Пана́ми з футбо́лу — національна футбольна команда, яка представляє Панаму на міжнародних змаганнях. Збирається під керівництвом Національної федерації панамського футболу.
Панама вперше кваліфікувалася на чемпіонат світу з футболу на турнір 2018 року в Росії і забила свій перший гол на чемпіонаті світу у ворота Англії, хоча і програла матч з рахунком 1:6. Вони посіли останнє місце у своїй групі.
Станом на 3 квітня 2025 посідає 33-e місце у рейтингу футбольних збірних світу.

## Чемпіонат світу
- 1930–1974 — не брала участі
- 1978–2014 — не кваліфікувалась
- 2018 — груповий турнір
- 2022 — не кваліфікувалась

## Золотий кубок КОНКАКАФ
- 1991 — не пройшла кваліфікацію
- 1993 — 1 раунд
- 1996–1998 — не пройшла кваліфікацію
- 2000 — не брала участі
- 2002–2003 — не пройшла кваліфікацію
- 2005 — 2-е місце
- 2007–2009 — 1/4 фіналу
- 2011 — 3-є місце
- 2013 — 2-е місце
- 2015 — 3-є місце
- 2017–2019 — чвертьфінал
- 2021 — груповий етап
- 2023 — 2-е місце
- 2025 — чвертьфінал

## Кубок УНКАФ
- 1991 — попередній раунд
- 1993 — 3-є місце
- 1995–1997 — 1-й раунд
- 1999 — не брала участі
- 2001 — 4-е місце
- 2003 — 5-е місце
- 2005 — 4-е місце
- 2007 — 2-е місце
- 2009 — 1-е місце
- 2011 — 3-є місце
- 2013 — 4-е місце
- 2014 — 3-є місце
- 2017 — 2-е місце

## Поточний склад
Заявка збірної для участі у чемпіонаті світу 2018 року. Вік гравців наведено на день початку змагання (14 червня 2018 року), дані про кількість матчів і голів — на дату подачі заявки (30 травня 2018 року).
| №  | Поз. | Гравець                | Дата народження (вік)            | Ігри | Голи | Клуб                      |
| -- | ---- | ---------------------- | -------------------------------- | ---- | ---- | ------------------------- |
| 1  | ВР   | Хайме Пенедо           | 26 вересня 1981 (вік 36 років)   | 130  | 0    | «Динамо» (Бухарест)       |
| 12 | ВР   | Хосе Кальдерон         | 14 серпня 1985 (вік 32 роки)     | 31   | 0    | «Чоррільйо»               |
| 22 | ВР   | Алекс Родрігес         | 5 серпня 1990 (вік 27 років)     | 6    | 0    | «Сан-Франциско»           |
|    |      |                        |                                  |      |      |                           |
| 2  | ЗХ   | Мікаель Мурільйо       | 15 лютого 1996 (вік 22 роки)     | 21   | 2    | «Нью-Йорк Ред Буллз»      |
| 3  | ЗХ   | Гарольд Каммінгс       | 1 березня 1992 (вік 26 років)    | 51   | 0    | «Сан-Хосе Ерсквейкс»      |
| 4  | ЗХ   | Фідель Ескобар         | 9 січня 1995 (вік 23 роки)       | 22   | 1    | «Нью-Йорк Ред Буллз»      |
| 5  | ЗХ   | Роман Торрес           | 20 березня 1986 (вік 32 роки)    | 110  | 10   | «Сіетл Саундерз»          |
| 13 | ЗХ   | Адольфо Мачадо         | 14 лютого 1985 (вік 33 роки)     | 75   | 1    | «Х'юстон Динамо»          |
| 15 | ЗХ   | Ерік Девіс             | 31 березня 1991 (вік 27 років)   | 37   | 0    | «ДАК 1904»                |
| 17 | ЗХ   | Луїс Овальє            | 7 вересня 1988 (вік 29 років)    | 25   | 0    | «Олімпія»                 |
| 23 | ЗХ   | Феліпе Балой (капітан) | 24 лютого 1981 (вік 37 років)    | 102  | 3    | «Мунісіпаль»              |
|    |      |                        |                                  |      |      |                           |
| 6  | ПЗ   | Габрієль Гомес         | 29 травня 1984 (вік 34 роки)     | 143  | 12   | «Атлетіко Букараманга»    |
| 8  | ПЗ   | Едгар Хоель Барсенас   | 23 жовтня 1993 (вік 24 роки)     | 28   | 0    | «Кафеталерос де Тапачула» |
| 11 | ПЗ   | Армандо Купер          | 26 листопада 1987 (вік 30 років) | 97   | 7    | «Універсідад де Чилі»     |
| 14 | ПЗ   | Валентин Піментель     | 30 травня 1991 (вік 27 років)    | 22   | 1    | «Пласа Амадор»            |
| 19 | ПЗ   | Рікардо Авіла          | 4 січня 1997 (вік 21 рік)        | 5    | 0    | «Гент»                    |
| 20 | ПЗ   | Анібаль Годой          | 10 лютого 1990 (вік 28 років)    | 88   | 2    | «Сан-Хосе Ерсквейкс»      |
| 21 | ПЗ   | Хосе Луїс Родрігес     | 19 червня 1998 (вік 19 років)    | 1    | 0    | «Гент»                    |
|    |      |                        |                                  |      |      |                           |
| 7  | НП   | Блас Перес             | 13 березня 1981 (вік 37 років)   | 117  | 43   | «Мунісіпаль»              |
| 9  | НП   | Габрієль Торрес        | 31 жовтня 1988 (вік 29 років)    | 71   | 14   | «Уачіпато»                |
| 10 | НП   | Ісмаель Діас           | 12 травня 1997 (вік 21 рік)      | 10   | 2    | «Депортіво Б»             |
| 16 | НП   | Абдієль Арройо         | 13 грудня 1993 (вік 24 роки)     | 33   | 5    | «Алахуеленсе»             |
| 18 | НП   | Луїс Техада            | 28 березня 1982 (вік 36 років)   | 105  | 43   | «Спорт Бойз»              |